# Barone Brabourne
Barone Brabourne, di Brabourne nella contea del Kent, è un titolo fra i Pari del Regno Unito. Fu creato nel 1880 per il politico liberale Edward Knatchbull-Hugessen, secondo figlio maschio di Sir Edward Knatchbull, IX baronetto di Mersham Hatch. Egli aveva precedentemente rappresentato Sandwich alla camera dei comuni e servito come sottosegretario di Stato per gli Affari Interni e sottosegretario di Stato per le colonie. Lord Brabourne aveva assunto con decreto reale il cognome aggiuntivo Hugessen (che era quello di sua nonna materna) nel 1849. Anche suo figlio, il secondo barone fu un politico liberale, rappresentando Rochester in Parlamento.
Nel 1917 suo fratello minore, il quarto barone, che era succeduto a suo nipote, il terzo barone, nel 1915, ereditò il titolo di baronetto di Mersham Hatch. Sino ad allora i titoli erano rimasti uniti. Il quarto barone fu succeduto da suo figlio, il quinto barone, che fu deputato conservatore per Ashford, governatore di Bombay e governatore del Bengala. Nel 1919 lord Brabourne assunse con atto unilaterale soltanto il cognome Knatchbull.
Suo figlio maggiore, il sesto barone, rimase ucciso a 21 anni durante la seconda guerra mondiale ed è sepolto nel Cimitero di Guerra di Padova. Il titolo passò al fratello minore di quest'ultimo, il settimo barone, che fu un produttore televisivo e cinematografico. Nel 1946 sposò Patricia Mountbatten, figlia del comandante navale il visconte Mountbatten (in seguito I conte Mountbatten di Birmania). Il loro figlio, l'ottavo barone, succeduto nel 2005, è anche conte Mountbatten di Burma, ereditando il titolo alla morte di sua madre Patricia il 13 giugno 2017. Di conseguenza, la baronia di Brabourne, nonché il titolo di baronetto Knatchbull, sono diventati titoli sussidiari di quello della contea. Ciò significa che la baronia di Brabourne e detenuta congiuntamente dall attuale e futuri conti Mountbatten di Burma discendenti soltanto dalla linea maschile della II contessa Mountbatten di Birmania e suo marito, il VII barone Brabourne. Se quella linea maschile dovesse estinguersi, i titoli saranno poi separati o diventare estinti a seconda dalla linea maschile collaterali esistenti da precedenti detentori dei titoli
Il titolo della baronia è pronunciato "Bray-burn".
La sede della famiglia è Broadlands, nei pressi di Romsey nell'Hampshire.

## Baroni Brabourne (1880)

Stemma di Baroni Brabourne prima del 2005

- Edward Knatchbull-Hugessen, I barone Brabourne (1829–1893)
- Edward Knatchbull-Hugessen, II barone Brabourne (1857–1909)
- Wyndham Knatchbull-Hugessen, III barone Brabourne (1885–1915)
- Cecil Knatchbull-Hugessen, IV barone Brabourne (1863–1933)
- Michael Knatchbull, V barone Brabourne (1895–1939)
- Norton Knatchbull, VI barone Brabourne (1922–1943)
- John Knatchbull, VII barone Brabourne (1924–2005)
- Norton Knatchbull, III conte Mountbatten di Birmania e VIII barone Brabourne (nato nel 1947)

L'erede apparente è l'unico figlio maschio dell'attuale detentore Nicholas Knatchbull, Lord Brabourne (nato nel 1981).